# 尾道そごう駅前ショップ
尾道そごう駅前ショップ（おのみちそごうえきまえショップ）は、広島県尾道市東御所町にあったそごうのサテライトショップである。
広島そごうのサテライトショップとして1982年（昭和57年）6月11日に開店し、1992年（平成4年）4月29日に開業した福山そごうへの運営移管を経て、そごう本体や福山そごうの破綻により閉店した。

## 概要
JR尾道駅南口からほど近い賃貸ビル（みやビル）に入居。1階に100円ショップ、2階が婦人服サロン、3階がギフトサロン・菓子・みやげの売場であり、4・5階は「そごう文化教室」で使用していた。そごう文化教室では、閉店時点で趣味や娯楽の分野で50講座を開設していたが、こちらも閉店と同時に全て終了し、一部はしまなみ交流館や尾道中央商店街振興組合が運営する絵のまち館（2013年に自己破産）に移って講座を続けた。
山陽日日新聞や尾道駅公式サイト「おのえき」に掲載された写真から、営業時はビル外壁と広告塔屋に大きく「そごう」の文字とロゴマークが記載されていたことが確認できるが、現在ではほとんど目視することはできなくなっている。また、そごう閉店後のビルには共にモンテローザが運営する居酒屋チェーンの魚民が1階に、千年の宴が2階に入居するなどして現存しているが、福山そごうの様に同業他社が出店するには至らなかった。